# Marcello Miani
Marcello Miani (Faenza, 5 marzo 1984) è un canottiere italiano, specialista del due di coppia pesi leggeri. Vive a San Pietro in Vincoli (Ravenna).

## Carriera sportiva

### Junior
Conquista il titolo italiano per due anni consecutivi (2001-2002).

Nel 2002 partecipa per la prima volta ai Campionati mondiali, dove vince l'oro nel 4 di coppia.

### Under 23
Il suo peso si stabilizza su 71–72 kg; gareggia nella categoria pesi leggeri.

È di nuovo campione italiano (2003).

Ai campionati mondiali del 2003 il 4 di coppia non ripete il successo dell'anno precedente, classificandosi al secondo posto.

Nel 2004 vince l'oro nel singolo pesi leggeri.

Nel 2005 invece è ai piedi del podio della stessa specialità.

Nel 2006 partecipa nel doppio, classificandosi al secondo posto.

### Assoluti
Fa suo il titolo italiano ininterrottamente dal 2004 al 2007.

Nel 2004 è campione del mondo nel 4 di coppia.

Nel 2006 partecipa nel doppio con Elia Luini, classificandosi al secondo posto.

Nel 2007 Miani-Luini non riescono a ripetersi chiudendo quinti.

Nel 2010 vince il titolo mondiale nel Singolo Pesi Leggeri (fino a 72,5 kg) a Lake Karapiro (Nuova Zelanda).

### Giochi Olimpici
Il Doppio Miani-Luini consegue il pass per le Olimpiadi qualificandosi per la finale dei Mondiali del 2007 e grazie al terzo posto finale in Coppa del Mondo.

Ai Giochi di Pechino vincono la batteria di qualificazione e si piazzano secondi in semifinale.

In finale si classificano al quarto posto.

## Palmarès
- Campionati del mondo di canottaggio

2006 - Eton: argento nel 2 di coppia pesi leggeri.
2009 - Poznań: bronzo nel 2 di coppia pesi leggeri.
2010 - Cambridge: oro nel singolo pesi leggeri.
2011 - Bled: argento nel 4 senza pesi leggeri.
2014 - Amsterdam: oro nel singolo pesi leggeri.
- Campionati europei di canottaggio

2011 - Plovdiv: oro nel 4 senza pesi leggeri.
2014 - Belgrado: argento nel singolo pesi leggeri.
- Giochi del Mediterraneo

2009 - Pescara: argento nel 2 di coppia pesi leggeri.